# Planta petroquímica
Una refineria de petroli és una planta de procés industrial on es processa cru i es refina per a donar productes de petroli útils, com gas liquats de petroli, gasolina, querosè, gasoli, i asfalt.
 Les refineries de petroli són grans complexos industrials amb extenses xarxes de canonades, les quals transporten els diferents fluids entre les diferents unitats de processament químic.
Les plantes petroquímiques o refineries formen part de la indústria dedicada a obtenir derivats químics del gas. Els productes petroquímics inclouen totes les substàncies químiques que s'extreuen del petroli. La indústria petroquímica moderna data del segle xix, i es fabriquen a partir de productes no petrolífers. La major part dels productes petroquímics es fabriquen a partir d'un nombre relativament petit d'hidrocarburs, entre propè, butadiè i hidrocarburs aromàtics.
Una refineria és una planta industrial destinada a la refinació de petroli la qual, mitjançant un procés adequat, obtenien diversos combustibles fòssils capaços de ser utilitzats en motors de combustió: gasolina, gasoil, etc. Addicionalment, i com a part natural del procés, obté diversos productes com olis minerals i asfalts.

## Operació

El cru se separa en fraccions mitjançant la destil·lació fraccionària. Les fraccions de la part superior de la columna de destil·lació a tenen punts d'ebullició més baixos que les fraccions del fons. Les fraccions inferiors pesades es transformen sovint en productes més lleugers, més útils. Totes les fraccions es processen més en unes altres unitats de refinatge.

El petroli en estat natural o cru, no és útil en la forma que s'extreu de la terra. Encara que el petroli "lleuger, dolç" (viscositat baixa, sofre baix) s'ha utilitzat directament com a combustible de cremadors per a la propulsió de vaixells de vapor, els elements més lleugers formen vapors explosius als dipòsits de combustible i això era molt perillós, especialment en vaixells de guerra.
Per a això i moltes altres aplicacions, el petroli necessita ser separat en parts i ser refinat abans de ser emprat en combustibles i lubrificants, i també per a obtenir alguns subproductes que es puguin utilitzar en processos petroquímics per formar materials com plàstics, detergents, dissolvent, elastòmers, i fibres com niló i polièsters. Els combustibles fòssils de petroli s'utilitzen en els motors de vaixells, automòbils i aeronaus. Els diferent hidrocarburs que formen el petroli tenen punts d'ebullició diferents, la qual cosa significa que poden ser separats mitjançant la destil·lació. Ja que els hidrocarburs líquids més volàtils i lleugers tenen una gran demanda per a l'ús en motors de combustió interna, una refineria moderna transforma els hidrocarburs pesats i els elements gasosos en aquests productes de més alt valor afegit mitjançant processos complexes i l'ús intensiu d'energia.

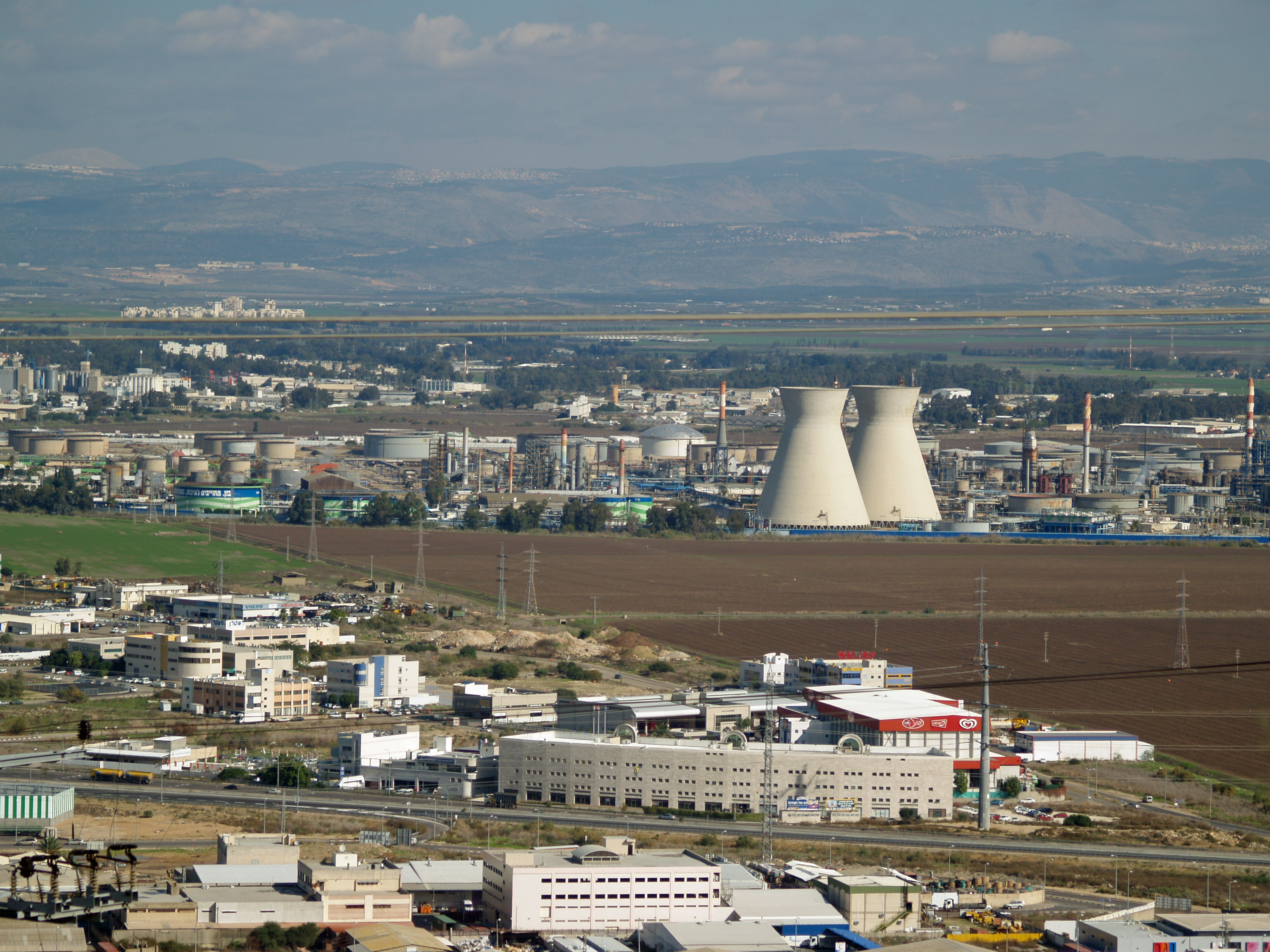
La refineria de petroli a Haifa, Israel és capaç d'efectuar el processament del voltant de 9 milions de tones (66 milions de barrils) de cru a l'any. Les seves dues torres de refrigeració són fites de l'horitzó de la ciutat.

El petroli es pot utilitzar de moltes i diverses maneres perquè conté hidrocarburs de masses moleculars, formes i llargades diferents com les parafines, aromàtiques, naftens (o cicloalcans), alquens, diens, i alquins. Els hidrocarburs són molècules de llargada i complexitat variable fetes només amb àtoms d'hidrogen i carboni. Les seves diverses estructures els donen les seves diferents propietats i també els usos. El truc en el procés de refinament del petroli està a separar i purificar els diferents tipus d'hidrocarburs.

## Unitats de procés en una refineria
El nombre i la naturalesa de les unitats de procés en una refineria en determinar el seu índex de complexitat Nelson.
- Unitat dessaladora: elimina les sals minerals que conté el petroli cru abans d'entrar a la unitat de destil lació atmosfèrica.
- Com a principals unitats de fraccionament o topping tenim:

- la unitat de destil·lació atmosfèrica: Separa el petroli cru en fraccions mitjançant destil·lació.
- la unitat de destil·lació al buit: Realitza una nova destil·lació al residu obtingut pel fons de la unitat de destil·lació atmosfèrica.

- Hidrotractador (hydrotreater) de nafta. Porta a terme mitjançant hidrogen la hidrodesulfurització de la nafta obtinguda en la unitat de destil·lació atmosfèrica. És un procés necessari abans d'enviar-la a la unitat de reformació catalítica, ja que petites quantitats de sofre enverinarien el catalitzador.
- Unitat de reformació catalítica s'utilitza per convertir la nafta-en les molècules d'ebullició més alt octanatge reformats (reformador producte). Els reformats té més contingut d'hidrocarburs aromàtics i cíclics). Un important subproducte d'un reformador d'hidrogen s'allibera durant el catalitzador de la reacció. L'hidrogen s'utilitza ja sigui en el hydrotreaters o la hydrocracker.
- Destil hidrogen unitat desulfurizes destil·lats (com el dièsel), després de la destil·lació atmosfèrica.
- Unitat de craqueig catalític en llit fluid (FCC) de la unitat en fraccions més pesades actualitzacions més lleuger, més productes valuosos.
- Hidrocracker unitat utilitza hidrogen per actualitzar en fraccions de pes més lleuger, més productes valuosos.
- Unitat viscorreductora (Visbreaking) d'actualitzacions dels olis pesants residuals per craqueig tèrmic en més lleuger, més valuós reduïda viscositat productes.
- Unitat d'endolçament Merox per tractar els tiols presents en els GLP, gasolines i querosè mitjançant la seva oxidació a disulfurs, els quals ja no són corrosius.
- Unitats de coc (coc retardat, coquizador fluid, i flexicoker) procés molt fort d'olis residuals a la gasolina i del gasoil, deixant coc de petroli com a producte residual.
- Unitat d'alquilació per a augmentar l'octanatge de la gasolina.
- Unitat de dimerización d'olefines converteix en la benzina de major octanatge que barreja components. Per exemple, pot ser butens dimerized a isooctene que posteriorment pugui ser hidrogenats per formar isooctano. També existeixen altres usos per a la dimerización.
- Unitat d'isomerització lineal converteix les molècules de major octanatge per la barreja de molècules ramificades en la gasolina o els pinsos a les unitats d'alquilació.
- Vapor d'hidrogen produeix la reforma de la unitat per a la hydrotreaters o hydrocracker.
- Unitats d'emmagatzematge de gas liquat de propà i els combustibles gasosos similars en la pressió suficient per mantenir en forma líquida. Aquests són generalment esfèriques o bales dels vaixells (vaixells horitzontal amb extrems arrodonits.
- Tancs d'emmagatzematge de petroli cru i productes acabats, generalment cilíndrics, amb algun tipus de control de les emissions de vapor i envoltat per una berma de terra per contenir els vessaments.
- Amine treated de gas, unitat Claus, i la cua de tractament de gasos per a la conversió de sulfur d'hidrogen a partir de hidrodesulfuración en sofre elemental.
- Utilitat de les unitats, com ara torres de refrigeració per a fer circular l'aigua de refrigeració, calderes de plantes de generació de vapor, sistemes d'aire instrument operat pneumàticament per a vàlvules de control i una subestació elèctrica.
- Recol·lecció d'aigües residuals i el tractament de sistemes de separadors API, de flotació d'aire dissolt (DAF) i unitats d'algun tipus de tractament addicional (per exemple, una de fangs activats biotreater) per fer aquest tipus d'aigua adequat per a la reutilització o l'eliminació. [3]
- Unitats de refinació de dissolvents, com l'ús de dissolvents o furfural cresol per eliminar continguts no desitjats, principalment materials de asphaltenic oli lubrificant estoc (existències o dièsel).
- Dissolvent dewaxing unitats de treure la cera mandants de petroli pesat de la destil·lació al buit de productes.